# Die Glocke
 (janvier 2010).
Si vous disposez d'ouvrages ou d'articles de référence ou si vous connaissez des sites web de qualité traitant du thème abordé ici, merci de compléter l'article en donnant les références utiles à sa vérifiabilité et en les liant à la section « Notes et références ».

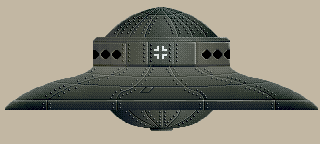
Vision d'artiste d'un « Haunebu », similaire aux objets volants décrits dans le projet « Die Glocke », ils auraient été prétendument photographiés par George Adamski, Reinhold Schmidt, Howard Menger, et Stephen Darbishire.

Die Glocke (la cloche en français) serait le nom de code d’un projet top secret qui aurait été développé par les nazis durant la Seconde Guerre mondiale dans la lignée des Wunderwaffen. En fait, ce thème appartient à la mythologie qui entoure les activités de certaines officines nazies telles que l’Ahnenerbe et qui ont alimenté tant les fantasmes des amateurs d’ésotérisme que l’imagination des auteurs de science-fiction et d’uchronie.

## Histoire
- Si vous ne connaissez pas le sujet, laissez ce bandeau (vous pouvez alors contacter les auteurs).
- Si vous supprimez le contenu mis en cause (vous pouvez préalablement contacter les auteurs),

argumentez précisément cette suppression dans la page de discussion
(un manque de référence n'est pas un argument ; une recherche réelle de référence doit avoir été effectuée, être formellement documentée).
Ce projet a été exposé par le journaliste et essayiste polonais Igor Witkowski dans son livre Prawda O Wunderwaffe sorti en 2000 qui se fonde sur des documents secrets SS prétendument retrouvés dans les archives de l’Union soviétique. Son existence n’est pas considérée comme prouvée et son utilité reste encore un mystère.
Selon Igor Witkowski, Die Glocke était peut-être une expérience de construction de système anti-gravité. Le site se situerait près de la mine de charbon de Ludwigsdorf (aujourd'hui Ludwikowice Kłodzkie en Pologne). Selon Witkowski, des vestiges de l'expérience seraient encore présents sur le site. Elle aurait nécessité une quantité très forte d'énergie, ce qui explique qu'une centrale électrique thermique ait été construite près de son site en 1941.
La cloche était supposée être extrêmement dangereuse, causant des pathologies cardiaques, des mutations et la mort des animaux placés près d'elle.[réf. nécessaire]
L'essayiste Nick Cook a par la suite contribué à populariser le sujet tout comme Joseph P. Farrell. La série américaine Alien Theory propose un épisode complet sur les expériences des Nazis et sur la possible coopération offerte par des extraterrestres à la race aryenne (la cloche ayant pu se fracasser le 9 décembre 1965 près de Pittsburg après un saut temporel de 21 ans dans une forêt proche de Kecksburg au nord est des Etats-Unis, les débris ayant été embarqués furtivement sur un camion de l'armée après avoir bouclé la zone durant deux jours... alors que la forêt 45 ans après révèle encore des stigmates du crash - épisode 40 The Time Travelers, du 28 avril 2012),.

## Citations

### Années 1980
L'essayiste allemand D.H. Haarmann von Hugin évoque le projet dans son Geheime Wunderwaffen. Zerrbild zwischen Täuschung und Tatsachen ainsi que des projets semblables « Haunebu » et « Vril ». Il est suivi dans sa démarche par O. Bergmann, dans Deutsche Flugscheiben und U-Boote überwachen die Weltmeere.

### Années 1990
Miguel Serrano évoque le projet dans son essai sur le sujet.
L'auteur révisionniste Ernst Zündel sous le pseudonyme de Christof Friedrich consacre 2 essais à ce sujet : Ufos: Nazi-Geheimwaffen? et Hitler am Südpol. L'autrichien Norbert Jürgen Ratthofer en parle dans son Lichtreiche auf Erden.

### Dans la littérature
La première allusion à la cloche temporelle peut être retrouvée dans les nouvelles du début du cycle des Seigneurs de l'Instrumentalité du militaire américain Cordwainer Smith, avec les trois filles Karla, Juli et Carlotta de Heinz Horst Ritter vom Acht, au début des années 1960.
L'écrivain de science-fiction Wilhelm Landig a abondamment abordé le sujet par la suite dans ses romans. 
Le romancier James Rollins a évoqué celui-ci dans son livre La Bible de Darwin, tout comme Hans Altmann dans sa nouvelle Eine deutsche Legende, parue en 1999. 
Cette invention extraordinaire, qui permet aux objets d'échapper à la gravitation, est aussi l'élément central de l'intrigue dans le roman La Conjuration des ombres, de Scott Mariani (série mettant en vedette Ben Hope, un ancien soldat d'élite), et dans Der Trojaner d'Eric Verna (2013). Dans L'Affaire Emily Howard, d'Elvire Murail, die Glocke est un des éléments centraux de l'intrigue du livre.